# Eois lurida
Eois lurida är en fjärilsart som beskrevs av Felder 1875. Eois lurida ingår i släktet Eois och familjen mätare. Inga underarter finns listade i Catalogue of Life.